# Umocnienie brzegu

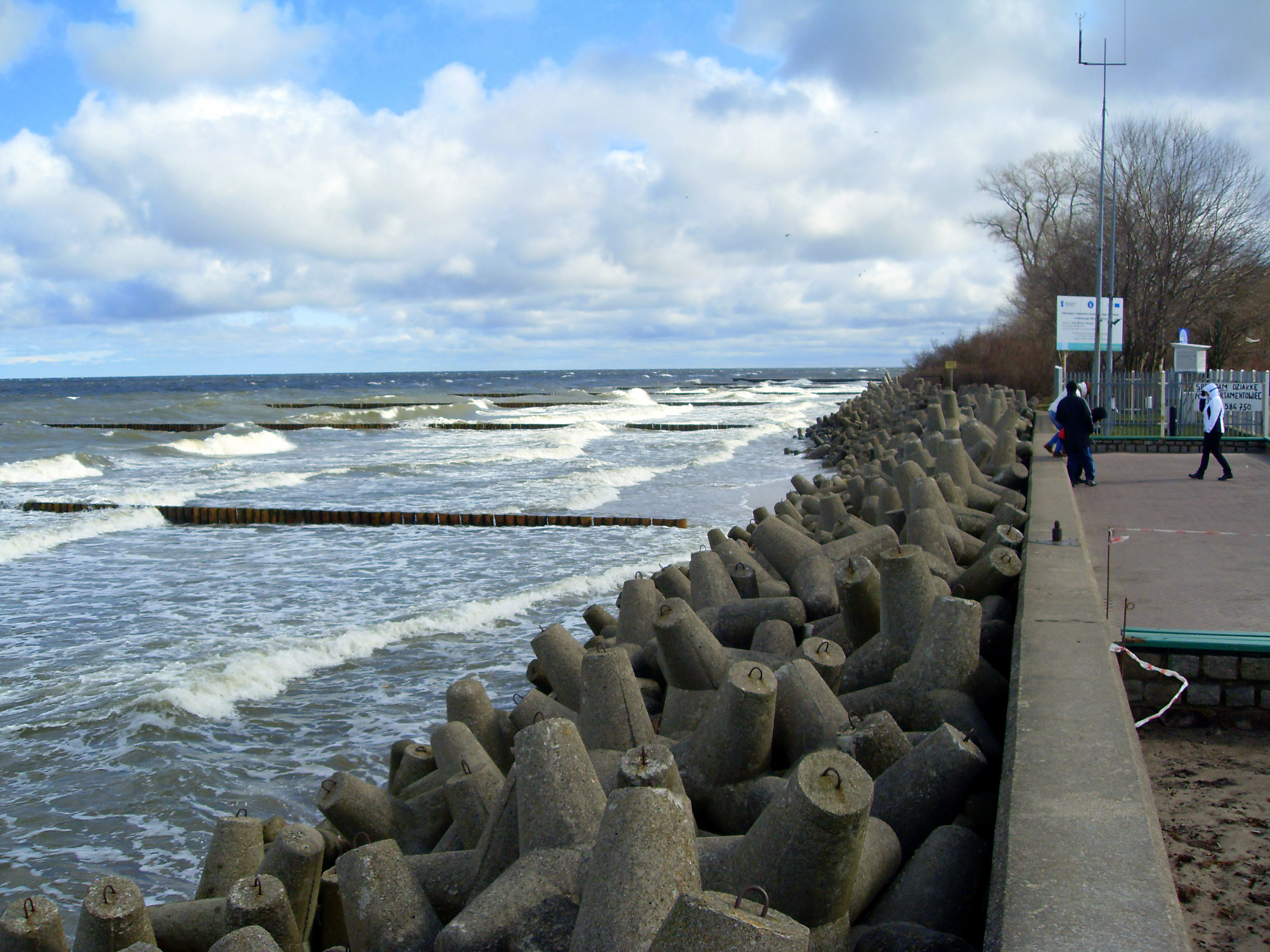
Gwiazdobloki w Kołobrzegu

Umocnienie brzegu – sposób ukształtowania brzegu określonego akwenu, które dzięki podjęciu określonych robót, zapewnia stateczność i utrwalenie brzegu oraz zabezpiecza go przed erozją, w szczególności erozją wodną. Umocnienia brzegów stosuje się w zależności od potrzeb w odniesieniu do brzegów wszystkich rodzajów akwenów wód powierzchniowych, zarówno wód morskich jak i śródlądowych. Szczególne znaczenie takie działania mają w odniesieniu do cieków wodnych, w których występują takie zjawiska jak przepływ wody i wynikające z niego unoszenie rumowiska. Natomiast w zbiornikach wodnych występuje między innymi zjawisko falowania. Te i inne czynniki powodują erozję wodną brzegów. Oprócz niej występują także inne zjawiska mające wpływ na niszczenie brzegów, takie jak ruchy masowe, erozja wiatrowa, czy człowiek i jego działania. Umocnienie brzegu może być częścią większego przedsięwzięcia, np. stanowić całość techniczno–użytkową z umocnieniem dna akwenu, lub zostać wykonane jako niezbędny element ubezpieczenia określonego stanowiska przy budowie stopnia wodnego, jako kontynuacja przyczółka określonej budowli piętrzącej lub mostu.

## Podział
Stosuje się następujące rodzaje umocnień brzegowych:
- biologiczne
- biotechniczne
- techniczne

Szczególnie te dwa pierwsze sposoby ubezpieczenia brzegu są współcześnie preferowane, nie tylko ze względu na ich bliski, naturalny związek z danym ekosystemem, ale także na możliwość osiągnięcia innych niż techniczne celów, dotyczących przede wszystkim kształtowania warunków życia w danym akwenie, regulacji ciepła i wilgotności powietrza, zacieniania, usuwania zanieczyszczeń i innych, oraz kształtowania krajobrazu. 

### Biologiczne umocnienie brzegu
Polega na odpowiednim ukształtowaniu szaty roślinnej w poszczególnych, nadwodnych strefach roślinnych. Strefy te są różne w zależności od rodzaju akwenu lecz wyróżnić można pewne strefy ogólne występujące w każdym niemal zbiorniku: strefę roślin podwodnych, strefę roślin o liściach pływających, strefę roślin w pasie zmian poziomu wody (szuwarową), strefę zalewową, strefę roślin ponad wielką wodą. Odpowiedni dobór roślin, ich gatunków, sposobu nasadzeń, metod ich uprawy i pielęgnacji, dla poszczególnych stref, z uwzględnieniem między innymi czasu i częstości utrzymywania się w danej strefie wody, prędkości jej przepływu, umożliwia w wielu przypadkach wystarczająco skuteczne zabezpieczenie brzegu, w sposób możliwie bliski z naturą.

### Biotechniczne umocnienie brzegu
Polega na zastosowaniu takich budowli regulacyjnych, które wykonywane są w podstawowym zakresie z materiałów naturalnych martwych, ewentualnie technicznych, w połączeniu z roślinnością żywą. Stanowi to więc rozwiązanie pośrednie, w którym nie rezygnując z biologicznego umocnienia, ukształtowania i zagospodarowania brzegu, stosuje się także budowle z martwych materiałów naturalnych, wszędzie tam, gdzie erozja jest zbyt silna dla biologicznego umocnienia brzegu, w związku z czym wymagane jest stosowanie odpowiednich konstrukcji budowlanych. Do tej kategorii umocnień brzegu zalicza się między innymi: brzegosłony, ożywione zręby, płotki, ożywione mury i narzuty, obsiew i darniowanie, itd.

### Techniczne umocnienie brzegu
Polega na zastosowaniu odpowiednich budowli, wykonanych z materiałów budowlanych, w tym także z materiałów naturalnych, martwych. Tego typu ubezpieczenia stosowane są w miejscach najbardziej narażonych na erozję oraz takich, w których nie ma dostatecznie dużo wolnej przestrzeni, np. w silnie zurbanizowanych obszarach miejskich. Do tego typu umocnień brzegów zalicza się między innymi :
- umocnienia brzegów skarpowych: umocnienia brukiem kamiennym lub betonowym, umocnienia z płyt betonowych, materacy kamiennych lub betonowych, gwiazdobloków, oskałowanie brzegu, narzuty kamienne lub z elementów betonowych bądź żelbetowych, i inne,
- kaszyce, konstrukcje siatkowo–kamienne
- ściany; wykonuje się ściany i mury drewniane, stalowe, żelbetowe, murowane; stosuje się w wybranych przypadkach okładzinę: kamienną, z cegły, lub inną,
- mury, w tym mury oporowe, wykonywane jako ciężkie konstrukcje budowlane, wykonywane przy użyciu betonu i stali, cegły, czy ciosów kamiennych itd.